# Nervus subclavius

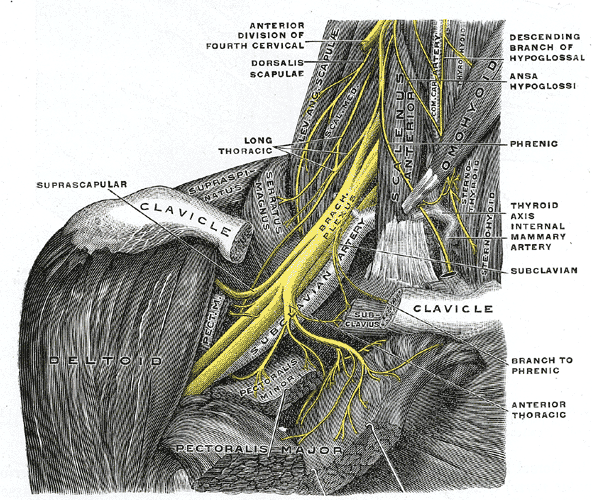
Plexus brachialis i fossa axillaris.
Illustration: Gray's Anatomy, 1918. (PD)

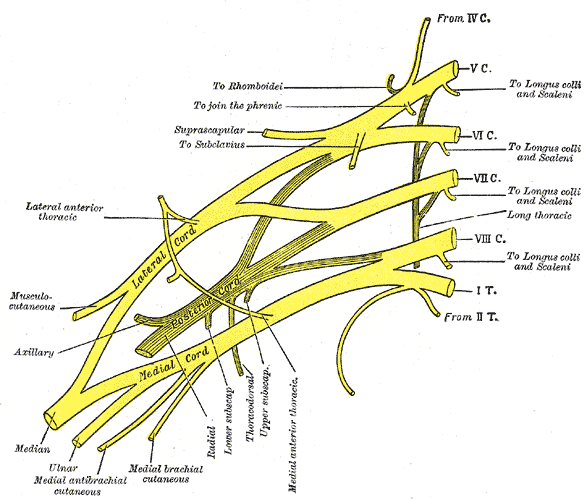
Plexus brachialis med n. subclavius uppe till höger.
Illustration: Gray's Anatomy, 1918. (PD)

Nervus subclavius är, i människans kropp, en liten nerv som avgår från ryggmärgsnerverna i halskotorna C4–5. 
Därifrån är nerven riktad framåt och nedåt över a. subclavia för att till sist innerverar m. subclavius. 
N. subclavius avger ofta trådar till n. phrenicus som innerverar diafragman och därmed ansvarar för andningen.
N. subclavius tillhör de supraklavikulära nerverna.